# Vor Frue Sogn (Aarhus Kommune)
 For alternative betydninger, se Vor Frue Sogn. (Se også artikler, som begynder med Vor Frue Sogn)
Vor Frue Sogn er et sogn i Aarhus under Århus Domprovsti (Århus Stift).
Vor Frue Sogn lå i Aarhus købstad, som geografisk hørte til Hasle Herred i Aarhus Amt. Ved kommunalreformen i 1970 blev købstaden kernen i Aarhus Kommune.
Sankt Pauls Sogn (Aarhus Kommune), der blev oprettet i 1886 mens Sankt Pauls Kirke (Aarhus) blev opført i 1884-87, var til dels udskilt fra Vor Frue Sogn. Sankt Markus Sogn (Aarhus), der blev oprettet i 1935, hvor Sankt Markus Kirke (Aarhus) blev indviet, var også til dels udskilt fra Vor Frue Sogn.
I Vor Frue Sogn ligger Vor Frue Kirke (Aarhus), Klosterkirken (Aarhus) og Sankt Nikolai Kryptkirke.